# مونته‌بلو دلا باتالیا
مونته‌بلو دلا باتالیا (به ایتالیایی: Montebello della Battaglia) یک کومونه در ایتالیا است که در استان پاویا واقع شده‌است. مونته‌بلو دلا باتالیا ۱۵٫۸ کیلومترمربع مساحت و ۱٬۷۲۳ نفر جمعیت دارد.